# Kenny Loggins
Kenneth Clark (Kenny) Loggins (Everett (Washington), 7 januari 1948) is een Amerikaans singer-songwriter.

## Biografie
Kenny Loggins werd geboren op 7 januari 1948 in Everett (Washington), een plaats in de Verenigde Staten. Loggins groeide op in Californië. In 1968 was hij kortstondig lid van de psychedelische-rockband The Electric Prunes, vlak voordat de band werd opgeheven. Loggins had verschillende hits in de jaren '70 en jaren '80. Ook werd hij bekend als de ene helft van het duo Loggins and Messina en schreef hij voor andere artiesten.
In de periode van 1978 tot 1979 schreef Loggins samen met Michael McDonald het nummer What a Fool Believes, dat de eerste plaats van de Billboard Hot 100 haalde. Verder zong Loggins onder meer de soundtrack van de films Caddyshack en Top Gun. In 2013 was Loggins ook de diskjockey op een van de fictieve radiozenders van Grand Theft Auto V.
In 2021 werd de verzamel-lp At the Movies uitgebracht voor Record Store Day. Het album bevat acht nummers die Loggins geschreven en opgenomen heeft voor films. Een nieuwe opname van het nummer Playing with the Boys met Butterfly Bouche werd als bonustrack toegevoegd aan kant B.

## Discografie

### Albums
- Celebrate Me Home (1976)
- Nightwatch (1978)
- Keep the Fire (1979)
- High Adventure (1982)
- Vox Humana (1985)
- Back to Avalon (1988)
- Leap of Faith (1991)
- Return to Pooh Corner (1994)
- The Unimaginable Life (1997)
- December (1998)
- More Songs from Pooh Corner (2000)
- Christmas Time is Here (2001)
- It's About Time (2003)
- How About Now (2007)
- All Join In (2009)

### Hitsingles
- Whenever I Call You "Friend" met Stevie Nicks (1978)
- This Is It (1980)
- I'm Alright (1980)
- Welcome To Heartlight" (1983)
- Footloose (1984)
- I'm Free (Heaven Helps The Man) (1984)
- Danger Zone (1986)

### NPO Radio 2 Top 2000
| Nummer met noteringen in de NPO Radio 2 Top 2000 | '99  | '00  | '01  | '02  |
| ------------------------------------------------ | ---- | ---- | ---- | ---- |
| Whenever I Call You "Friend" (met Stevie Nicks)  | 1509 | 1583 | 1682 | 1919 |

1. ↑  Een vetgedrukt getal geeft de hoogste notering aan.
2. ↑  Deze tabel is bijgewerkt tot en met de laatste editie (2024).